# Гоголь, Шмуэль
Шмуэль Гоголь (ивр. שמואל גוגול‎; 1924, Варшава — 13 мая 1993) — польско-израильский музыкант, основатель оркестра губных гармоник в Рамат-Гане.

## Биография
Родился в Варшаве в 1924 году. После смерти матери и вынужденного отъезда отца из Польши воспитывался бабушкой. Однажды та отвела его в дом сирот Януша Корчака, где Гоголь затем прожил несколько лет. Корчак и стал тем, кто дал ему в руки первую губную гармошку.
Во время войны Шмуэль смог бежать из Варшавы и некоторое время прятался в разных местах, в том числе вместе со своей семьёй в городе Макув-Мазовецки. Однако он был пойман и отправлен в Освенцим. Гармонику, которая была у него, сразу же изъяли, но он смог выторговать другую у другого заключённого.
Когда нацисты услышали его игру, они заставили Гоголя присоединиться к оркестру Аушвица. Оркестр играл, когда евреев вели в газовые камеры. Увидев однажды, как туда ведут его собственную семью, Шмуэль перестал открывать глаза во время игры. Также он решил, что если выживет, станет учить еврейских детей играть на губной гармонике. Эта история была использована для проповеди на Кол нидрей в одной из старых либерально-реформистских синагог Торонто.
После войны Гоголь переехал в Израиль, где создал оркестр губных гармоник в городе Рамат-Гане. Позже он будет назван в его честь. В 1990 году он впервые вернулся в Аушвиц и сыграл там «My Town Belz» (на идише: «Mein Schtetele Belz», русский перевод: «Мой штетл Белз»), мелодию, которую играл для марширующих узников в годы Холокоста.
В 1993 году Гоголь снова приехал в Освенцим и в присутствии премьер-министра Израиля Ицхака Рабина сыграл несколько песен, которые играл раньше заключённым. Примерно через месяц после этой поездки он умер в возрасте 69 лет.